# Gustaf Foltiern
Gustaf Foltiern, född 1747 i Folkärna, död 1804 i Stockholm, var en svensk möbelsnickare och ebenist, känd för sina möbler i rokoko och gustaviansk stil. 
Gustaf Foltiern hette troligen ursprungligen Jonnson och tog sitt efternamn efter sin födelsesocken Folkärna när han var lärling. Han inskrevs 8 januari 1759 som lärgosse på fem år hos snickaråldermannen Justus Werner i Västerås. 19 augusti 1771 erhöll han mästarbrev av Stockholms hallrätt, som ebenist (men ej under hallrätten) 8 november 1771, erhöll burskap som borgare 11 februari 1772 och han blev ämbetsmästare 111 juli 1791. 
Sonen Carl Gustaf Foltiern var officiellt elev i faderns verkstad från 1788